# 행복 (1971년 드라마)
《행복》은 1971년 10월 27일부터 1972년 4월 18일까지 방영된 MBC 일일연속극이다.

## 등장 인물
- 홍세미
- 최무룡
- 지영희
- 오지명
- 장민호
- 전양자
- 김수미